# Espen Ruud
Espen Ruud (født 26. februar 1984) er en norsk fodboldspiller, som spiller for Odds BK. Han er primært backspiller, men han kan dog også spille længere fremme på fløjen.
Han kom til Odd Grenland fra han lokale hold Hei i 2003. Ruud etablerede sig på holdet i 2005.
Ruud har spillet 21 kampe for det norske ungdomslandshold, og han har været udtaget til det norske fodboldlandshold.
I sommertransfervinduet 2008 skiftede han til Odense Boldklub, som et led i en byttehandel med Søren Jensen.
Den 7. juni 2011 blev Espen Ruud kåret til årets spiller i OB (sæsonen 2010/2011) efter en afstemning på OBs hjemmeside.
Espen Ruud forlod OB i sommeren 2014, da hans kontrakt udløb, men skrev igen under med klubben på en halvårlig kontrakt i september 2014. Kontrakten udløber ved årsskiftet.